# Calle San Martín (Santa Fe)
La calle San Martín es una importante arteria de la Ciudad de Santa Fe, capital de la provincia de Santa Fe, Argentina. Corre de sur a norte por el centro urbano. Es la continuación de la Avenida Presidente Illia cuando esta cruza con la calle Entre Ríos, y termina en Callejón El Sable, luego de varios cortes. 
Es conocida por tener la única peatonal en la ciudad, que empieza en la calle Juan de Garay y termina en la calle Suipacha, con doce cuadras de camino peatonalizado. Este tramo, inaugurado en 1988, es conocido como peatonal San Martín.

## Historia
Desde el siglo XIX, la calle Comercio, adoquinada de madera, nucleaba gran parte de la vida comercial de la ciudad. A partir de 1901 paso a llamarse calle San Martín, en honor al libertador José de San Martín. Los nuevos bancos, clubes, confiterías y nuevos negocios de indumentaria y calzado empezaban a establecerse en el concurrido camino. Los inmigrantes se mezclaron con el tradicionalista Barrio Sur. La zona fue conocida como «barrio de los bancos», ya que la mayoría, con sus imponentes edificios, se instalarían ahí: en 1890 el Banco Italiano (hoy HSBC), Crédito Argentino (hoy BBVA Francés) y el Banco Nación; en 1908 el Banco Español del Río de la Plata; en 1926 el Banco de Italia y Río de la Plata; y en 1929 el Banco El Hogar Argentino. Entre varios bancos con capitales santafesinos, destaca el Banco Popular de Santa Fe, que funcionó entre 1874 y 1926, y fue revivido en 1991, como el Nuevo Banco de Santa Fe.
Periódicos como El Orden (San Martín y Crespo) tenían sus bases en esta calle, para estar en contacto más inmediato con la gente. La radio, popularizada en los años 1940, también tiene presencia, con LT9 teniendo su sede en San Martín y Tucumán. En San Martín al 1936 se ubica el Club del Orden, una de las más añejas instituciones sociales de la Argentina, siendo fundada en 1853. Luego se encontraban el Centro Español (1890), el Club Social (1903), la Bolsa de Comercio (1912), el Jockey Club (1913), el Círculo Italiano (1919), las oficinas de la Sociedad Rural y el primer edificio de la Universidad Nacional del Litoral.